# Mutxamel
Mutxamel (em valenciano e oficialmente) ou Muchamiel (em castelhano) é um município da Espanha na província de Alicante, Comunidade Valenciana. Tem 47,67 km² de área e em 2021 tinha 25 679 habitantes (densidade: 538,7 hab./km²).

## Demografia
| Variação demográfica do município entre 1991 e 2004 | Variação demográfica do município entre 1991 e 2004 | Variação demográfica do município entre 1991 e 2004 | Variação demográfica do município entre 1991 e 2004 |
| --------------------------------------------------- | --------------------------------------------------- | --------------------------------------------------- | --------------------------------------------------- |
| 1991                                                | 1996                                                | 2001                                                | 2004                                                |
| 10281                                               | 12779                                               | 15558                                               | 17599                                               |